# Лангрюн-сюр-Мер
Лангрю́н-сюр-Мер (фр. Langrune-sur-Mer) — коммуна во Франции, находится в регионе Нижняя Нормандия. Департамент коммуны — Кальвадос. Входит в состав кантона Дувр-ла-Деливранд. Округ коммуны — Кан.
Код INSEE коммуны — 14354.

## Население
Население коммуны на 2010 год составляло 1779 человек.
| 1962 | 1968 | 1975 | 1982 | 1990 | 1999 | 2010 |
| ---- | ---- | ---- | ---- | ---- | ---- | ---- |
| 1012 | 950  | 1047 | 1349 | 1539 | 1706 | 1779 |

## Экономика
В 2010 году среди 1155 человек трудоспособного возраста (15—64 лет) 814 были экономически активными, 341 — неактивными (показатель активности — 70,5 %, в 1999 году было 70,7 %). Из 814 активных жителей работали 743 человека (383 мужчины и 360 женщин), безработных было 71 (38 мужчин и 33 женщины). Среди 341 неактивных 114 человек были учениками или студентами, 156 — пенсионерами, 71 были неактивными по другим причинам.